# Пёшендорф
Пёшендорф (нем. Pöschendorf) — община в Германии, в земле Шлезвиг-Гольштейн. 
Входит в состав района Штайнбург. Подчиняется управлению Шенефельд.  Население составляет 260 человек (на 31 декабря 2010 года). Занимает площадь 6,06 км².